# 평 (단위)

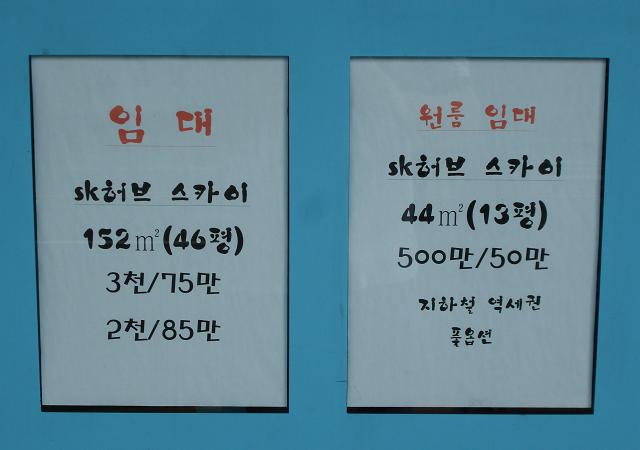
한국의 한 부동산중개업체가 표기한 평 수치.

평(坪)은 척관법에서 쓰이는 단위이다. 주로 넓이에 쓰이나, 부피를 비롯한 다른 단위에도 쓰인다. 넓이에 쓸 때는 보(步)라고도 한다.

## 넓이
넓이 1평은 여섯 자 평방이며, 곧 길이 여섯 자를 한 변으로 하는 정사각형의 넓이를 나타내므로, “6자×6자”를 뜻한다. 미터법으로 환산하면 약 3.3058제곱미터(400/121 m2)이다. 보통 3.3제곱미터를 1평으로 본다. 이 단위는 한 사람이 팔과 다리를 벌리고 누울 수 있는 넓이에서 기원했다. 넓이 1평은 1보(步)라고 표기할 수 있다.
아파트나 주택 및 대지의 넓이를 나타낼 때 쓰였다. 일반적으로 원룸 아파트는 10~15평, 주택은 50평, 가장 작은 침대방은 1.5평 정도이다.
한국 산업 규격은 평 대신 제곱미터를 쓰도록 규정하고 있다. 대한민국 산업자원부는 2007년 7월 1일부터 평 단위 사용을 전면 금지하였으며, 이를 위반시 50만 원 이하 과태료를 부과한다.

## 부피
부피 1평(坪)은 일반적으로 여섯 자 입방이며, 곧 길이 여섯 자를 한 모서리로 하는 정육면체의 부피를 나타내므로 “6자×6자×6자”를 뜻한다. 미터법으로 환산하면 약 6.0105세제곱미터(8000/1331 m3)이다.

## 기타
그밖에도 척관법에서 평은 여러 단위로 쓰인다.
- 헝겊·유리·벽 따위의 한 자 평방{\displaystyle \left(\left({\frac {10}{33}}m\right)^{2}\right)}이며, 미터법으로 환산하면 약 918.2736제곱센티미터(1000000/1089 cm2)이다.
- 조각·동판 따위의 한 치 평방{\displaystyle \left(\left({\frac {1}{33}}m\right)^{2}\right)}이며, 미터법으로 환산하면 약 9.182736제곱센티미터(10000/1089 cm2)이다.

## 같이 보기
- 치 (단위)
- 평방과 입방
- 제곱미터
- 세제곱미터